# Tua
Tua – rzeka na Półwyspie Iberyjskim, płynąca w całej długości swego biegu w północno-wschodniej Portugalii. Tua powstaje wskutek połączenia rzek Rabazal i Tuela. Przepływa pomiędzy masywami górskimi Serra da Nogueira i Serra do Marão, przez tereny dystryktów Vila Real i Bragança. Jest prawym dopływem rzeki Duero. Największym i najważniejszym miastem leżącym nad rzeką jest Mirandela.